# Мєх Артем Сергійович
Артем Сергійович Мех (нар. 17 грудня 1991 року, Новотроїцьке, Україна) — український виконавець, саундпродюсер, діджей, музикант і автор пісень, володар премії KISS FM TENDANCE AWARDS 2020 у номінації "Відкриття Року", більше відомий під псевдонімом Will Armex.

## Походження та навчання
Артем Мех народився 17 грудня 1991 року в селищі міського типу Новотроїцьке Херсонської області.
В дитинстві був солістом зразкового ансамблю танцю «Капітошка». Закінчив музичну школу по класу фортепіано.

## Початок виступів на сцені (дитинство)
Брав участь у різних конкурсах, танцювальних фестивалях, концертах. Вокальний дебют Артема — відкриття дитячого конкурсу «Міні Міс — Міні Містер Чаплинка 2003» піснею «Дві зірки». В цьому ж році Артем стає учасником міжнародного конкурсу «Міні Містер Світу 2003», який проходив в Шарм-еш-Шейху (Єгипет), посівши почесне звання «Віце-міні-Містер Світу 2003»

## Навчання
У 2006 році Артем Мех вступає до Київського інституту музики імені Рейнгольда Глієра на факультет естрадного вокалу і потрапляє в клас до відомої викладачки — Русової Тетяни Миколаївни.

## Музична кар'єра
У 2010 році після закінчення КІМ ім. Глієра, Артем Мех пройшов кастинг і став одним із 16 учасників українського телешоу «Фабрика Зірок 3», продюсером якого був Костянтин Меладзе.

### У складі гурту «Пара Нормальних»
У серпні 2010 року Артему надійшла пропозиція від продюсерського центру «Catapult Music» стати солістом групи «Пара Нормальних». За цей час група випустила чимало хітів і активно гастролювала країнами СНД. У вересні 2014 року менеджмент групи та Артем Мех офіційно оголосили про припинення співпраці в рамках проєкту, а у вересні 2016 року «Пара» знову возз'єдналася. При цьому Артем активно розвиває і сольну творчість. У 2019 році гурт знову припинив своє існування.

### Сольна кар'єра
У 2014 році Артем Мех починає сольну кар'єру, випускаючи свої власні пісні.
У 2018 році почав працювати під псевдонімом Will Armex. Його трек під назвою You And I, який артист записав з його 3-річною донькою Катериною (Katy M), зібрав понад 550 тисяч відео у Тік Тоці та більше ніж 100 тисяч відео в YouTube Shorts. Його пісні активно випускаються на румунському лейблі Global Records. 